# Miquel Lapuja
Miquel Lapuja o Lapuya va ser un ceramista, escudeller i rajoler català del segle xvii.
Una de les seves obres més importants és el conjunt de rajoles policromes que decora la capella de Sant Bernat dins la masia El Sobirà de la Santa Creu, a Osor (La Selva). Datades el 1693, les escenes de la Anunciació, Naixement i Via Crucis s'atribueixen també a Miquel Lapuja. També hi ha obra seva al Museu Diocesà de Tarragona i al Cau Ferrat de Sitges. Al Museu Municipal «Vicenç Ros», instal·lat a l'església de l'antic convent de caputxins edificat a finals del segle xvii, a la segona capella esquerra, en lloc preferent, es pot trobar un frontal d'altar que consta de 77 rajoles, representant un episodi de la vida de Sant Isidre Llaurador. Aquesta obra està signada, també, per Miquel Lapuja.